# 우주일렉트로닉스
주식회사 우주일렉트로닉스(Uju Electronics Co. Ltd.)는 대한민국의 초정밀 및 자동차용 커넥터 기업이다. 본사는 경기도 화성시 양감면 초록로 532번길 61에 위치해 있으며 대표이사는 노중산이다.

## 역사
1993년 우주전자로 설립되어, 1999년 8월 법인으로 전환 및 현재 상호로 변경하였다.

## 상장
2004년 코스닥시장에 상장되었다.

## 참고 문헌
1. ↑  우주일렉트로, 영업익 80억…전년비 55%↓, 이데일리, 2024.02.14
2. ↑  칼라일 투자한 '세계1위' 우주일렉, 자존심 회복할까
3. ↑  박현범, 한국IR협의회 기술분석보고서-우주일렉트로닉스, 2021.12.02
4. ↑  우주일렉트로 오너 2세 노중산, 입사 1년 안 돼 각자대표로 경영 전면에, 이투데이, 2022-08-09
5. ↑  "밑도 끝도 없이 내려가네"…우주일렉트로 반토막에 개미 한숨, 한국경제, 2023.09.05